# Bonbon (zoetigheid)

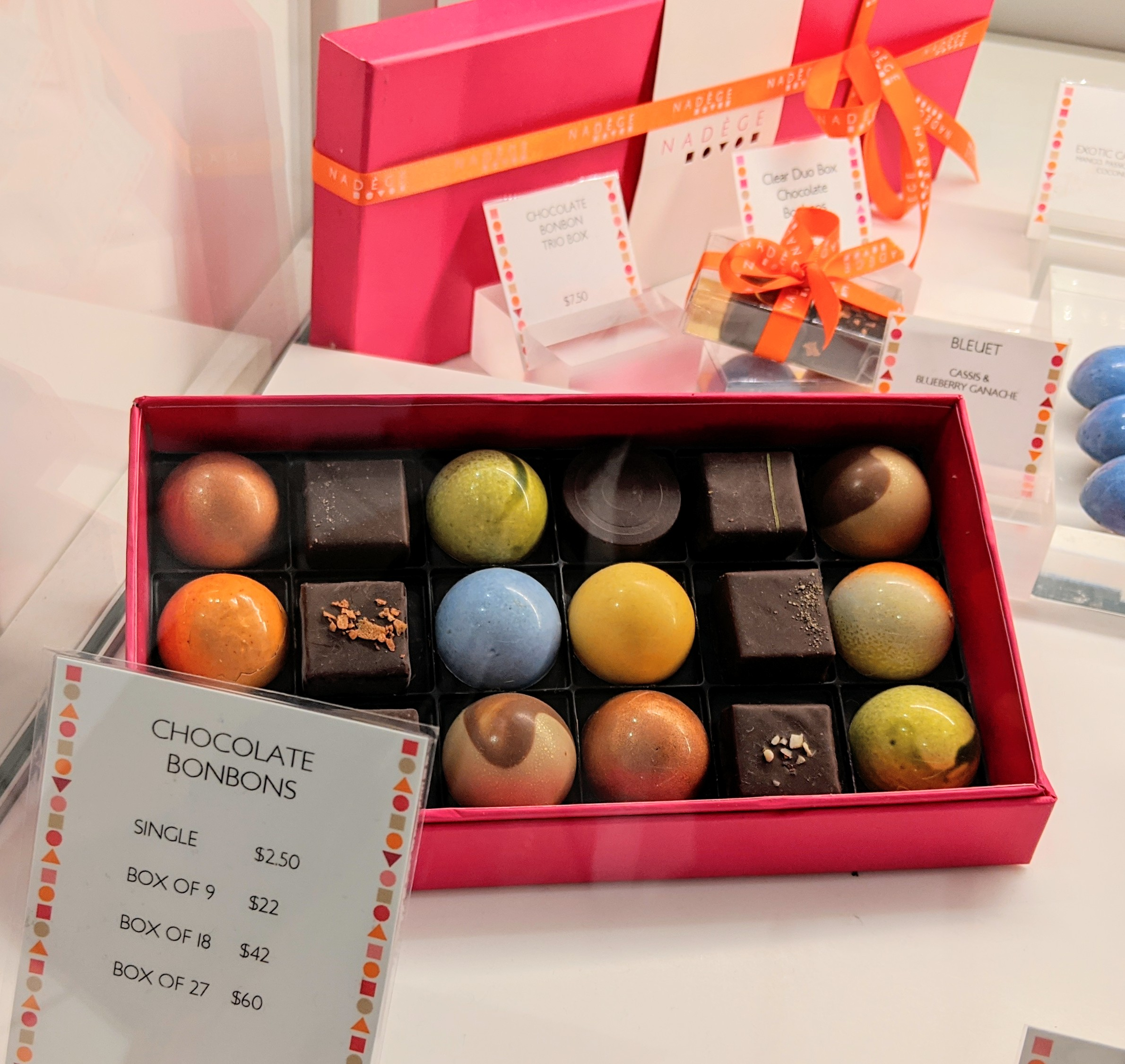
Een doos bonbons

Een bonbon is een lekkernij die meestal bestaat uit een omhulsel van chocolade met daarbinnen een vaak romige vulling, soms ook likeur. Een ander woord voor deze zoete versnapering is Belgische praline. 
Dit dient te worden onderscheiden van Franse praline, een product van hazelnoot en karamel zonder chocolade.

## Etymologie
Het woord bonbon is aan het Frans ontleend, waar het de algemene benaming is voor snoepgoed. Het oorspronkelijke Franse woord is een verdubbeling van het bijvoeglijk naamwoord bon, dat "goed" – of in dit geval vooral "lekker" – betekent. Het woord raakte vanaf de 17e eeuw in gebruik binnen het Franse hof.
Het product dat bijvoorbeeld in het Nederlands kortweg bonbon heet, staat in het Frans bekend als bonbon de chocolat.

## Productie
Bonbons worden van oudsher met de hand gemaakt door een banketbakker, patissier of confiserie. Met name Frankrijk en België staan hierom bekend.
Ook in Nederland worden dergelijke bonbons ambachtelijk gemaakt, maar deze genieten voornamelijk lokale bekendheid. Bekende Nederlandse bonbonfabrieken zijn De Baronie en het voormalige Ringers.